# Mózg Boltzmanna

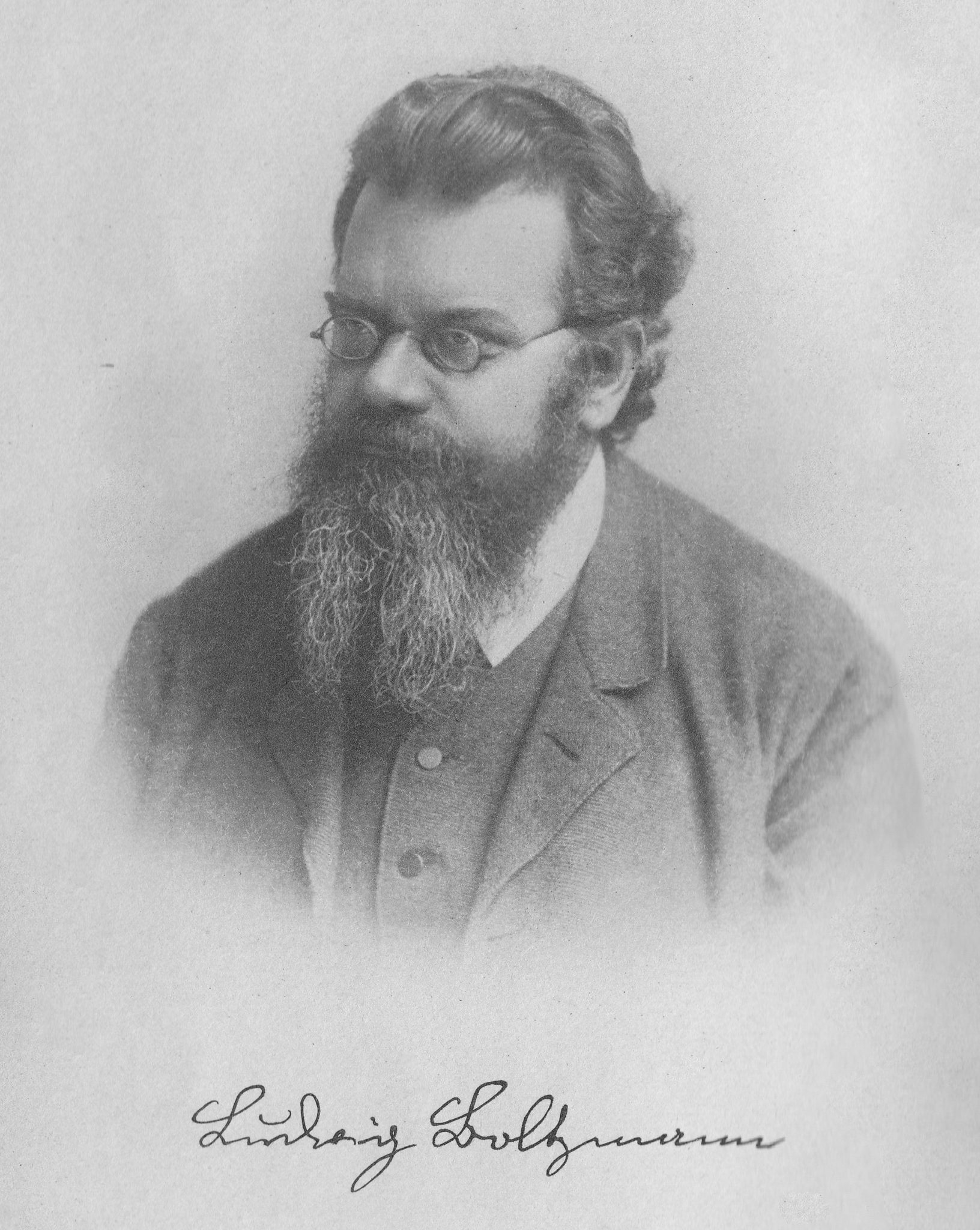
Ludwig Boltzmann

Mózg Boltzmanna – hipotetyczny samoświadomy podmiot, który wyłania się z chaosu w wyniku przypadkowych fluktuacji. Nazwa tej koncepcji pochodzi od nazwiska fizyka Ludwiga Boltzmanna (1844–1906), który postulował, że znany Wszechświat powstał z przypadkowej fluktuacji. Proces, w którego wyniku mógłby powstać mózg Boltzmanna również jest wynikiem hipotetycznej fluktuacji. 

## Paradoks mózgu Boltzmanna
Mózgi Boltzmanna często określa się w kontekście „paradoksu mózgu Boltzmanna” lub „problemu mózgu Boltzmanna”. Są one również określane jako „dzieci Boltzmanna”.
Koncepcja wynika z potrzeby wyjaśnienia, dlaczego obserwujemy tak duży stopień organizacji we Wszechświecie. Druga zasada termodynamiki stwierdza, że całkowita entropia w zamkniętym wszechświecie nigdy się nie zmniejszy. Wobec tego najbardziej prawdopodobny wszechświat powinna cechować wysoka entropia, nieuporządkowanie i jednorodność. Dlaczego więc obserwowana entropia jest tak niska?
Boltzmann zaproponował, że my i nasz obserwowany świat, o niskiej entropii, powstał w wyniku przypadkowej fluktuacji we wszechświecie o wyższej entropii. Nawet w stanie bliskim równowagi będą występowały losowe wahania poziomu entropii. Najczęściej występujące wahania będą stosunkowo małe, co spowoduje tylko niewielki poziom organizacji, podczas gdy większe wahania oraz wynikające z nich zwiększenie poziomu organizacji będą stosunkowo rzadkie. Duże wahania będą niemal niewyobrażalnie rzadkie, ale są możliwe dzięki ogromnym rozmiarom wszechświata i koncepcji, że jeśli jesteśmy wynikiem fluktuacji, to istnieje „błąd selekcji”: widzimy ten bardzo mało prawdopodobny wszechświat, ponieważ mało prawdopodobne warunki są konieczne dla nas, abyśmy tutaj mogli być, jest to wyraz zasady antropicznej.
Jeśli nasz obecny poziom organizacji, posiadający wiele samoświadomych podmiotów, jest wynikiem przypadkowej fluktuacji, a jest on o wiele mniej prawdopodobny niż poziom organizacji, który tworzy tylko samodzielne samoświadome podmioty, to w każdym wszechświecie z poziomem organizacji, który widzimy, powinna istnieć ogromna liczba samotnych mózgów Boltzmanna pływających w nierozpoznanych środowiskach. W nieskończonym wszechświecie, liczba samoświadomych mózgów spontanicznie, losowo wyłaniających się z chaosu, wraz z fałszywymi wspomnieniami z życia, takiego jak nasze, powinna znacznie przewyższać liczbę prawdziwych mózgów wyewoluowanych w obserwowalnym wszechświecie, powstałym z niewyobrażalnie rzadkich fluktuacji.
Paradoksem mózgu Boltzmanna jest to, że jakikolwiek obserwator (samoświadomy mózg ze wspomnieniami takimi, jakie mamy my, który obejmuje nasz mózg) jest znacznie bardziej prawdopodobnie mózgiem Boltzmanna niż wyewoluowanym mózgiem. Stwierdzenie to obala również argument o błędzie selekcji.
Według Seana M. Carrolla wyjaśnieniem paradoksu Boltzmanna może być fakt, że łatwiej jest stworzyć nowy wszechświat (i mózgi, które w nim wyewoluują) niż sam mózg.